# 1190년대
1190년대는 1190년부터 1199년까지를 가리킨다.